# ORP Kondor (1955)
ORP Kondor (294) – polski średniej wielkości okręt podwodny projektu 613, NATO: Whiskey. Zwodowany w Związku Radzieckim dla marynarki wojennej ZSRR w 1955 roku, wydzierżawiony, a następnie kupiony przez Polskę w połowie lat 60. Wszedł do służby w Marynarce Wojennej w roku 1965 pod nazwą ORP „Kondor”, z numerem taktycznym 294. W czasie 20 lat służby w polskiej Marynarce Wojennej odbył wiele rejsów po Bałtyku, Morzu Północnym, Morzu Norweskim i Morzu Barentsa, często uczestniczył w ćwiczeniach flot państw Układu Warszawskiego. Dwukrotnie pokonał podczas manewrów morskich lotniczo-morskie siły zwalczania okrętów podwodnych radzieckiej Floty Północnej, niewykryty przenikając do głównej bazy morskiej radzieckiej floty w Murmańsku. Służył w polskiej flocie podwodnej do 30 października 1985 roku.

## Budowa
Proces rozwojowy okrętów tego typu rozpoczął się w roku 1942 pod postacią projektu 608. Program ten jednak został zatrzymany przez dowództwo radzieckiej marynarki, gdyż wyporność projektowanej jednostki przekroczyła jej wymagania o 50 ton. W 1946 roku program reaktywowano, tym razem jednak w celu opracowania konstrukcji okrętów projektu 613, z wykorzystaniem konstrukcji opracowanych w III Rzeszy typów VIIC i XXI. Do tego celu wykorzystano także zatopiony na Bałtyku niemiecki okręt podwodny U-250, który po wydobyciu z dna został poddany szczegółowym badaniom.
Okręt został zbudowany zgodnie z dokumentacją projektową okrętów tego projektu opracowaną przez CKB-18 (noszące obecnie nazwę Biuro Konstrukcyjne Rubin) w Zakładzie Nr 189 (obecnie Stocznia Bałtycka) w Leningradzie. Jednostka była częścią najliczniejszego programu budowy okrętów podwodnych czasów zimnej wojny i największego w całej historii po jednostkach typu VIIC – okręt wybudowano jako jedną z 215 ukończonych jednostek swego typu.
Pierwszą sekcję położono na pochylni 28 lipca 1954 roku, następnie 20 października 1954 roku zamontowano sekcje rufową oraz dziobową wraz z wyrzutniami torpedowymi. 30 czerwca 1955 roku jednostka została zwodowana z alfanumeryczną nazwą S-355. 5 sierpnia 1955 roku zamontowane zostały 2 silniki elektryczne cichego pływania oznaczone jako PG-103 Zakładów Kirowa w Leningradzie o numerach fabrycznych 570375 i 570377. 12 sierpnia zamontowano elementy wyposażenia nawigacyjnego z kompasem magnetycznym, 15 sierpnia zaś żyrokompas z pięcioma repetytorami. Tego samego dnia ukończono montaż dwóch głównych silników wysokoprężnych typu 37D o numerach 15723–28 i 15729–34. 12 dni później ukończono montaż dwóch głównych silników elektrycznych o numerach fabrycznych 26766 i 26765.
Państwowe testy odbiorcze rozpoczęte zostały 20 września 1955 roku, w ich trakcie – 5 października 1955 roku – dokonano próbnego zanurzenia jednostki na głębokość 170 metrów. Sprawdzono wówczas również inne parametry taktyczno-techniczne, w tym maksymalną prędkość nawodną i podwodną, które wyniosły odpowiednio 18,44 węzła i 13,6 węzła. Po zakończeniu prób zdawczo-odbiorczych, 12 listopada 1955 roku okręt wszedł do służby w marynarce radzieckiej.

## Konstrukcja

### Kadłub
Okręt został zbudowany w według wersji projektu oznaczonej na zachodzie jako Whiskey V w architekturze dwukadłubowej, z całkowicie spawanym kadłubem sztywnym wykonanym ze stali stopowej SChL-4 z opływowym kształtem kadłuba lekkiego, którego część rufowa otrzymała konfigurację „noża” z dużym sterem umieszczonym za dwiema bliźniaczymi śrubami. Za pędnikami umieszczono również poziome stery głębokości. Blachy kadłuba sztywnego o długości 58 metrów i średnicy 4,4 metra, miały grubość 16 do 20 mm (pod kioskiem 26 mm), zaś dzielących go grodzi wodoszczelnych 30 mm. Wchodzący w skład kadłuba sztywnego kiosk o owalnym przekroju, wykonany był z blach stalowych o grubości 16 mm. Kadłub lekki, którego zadaniem było m.in. zapewnienie opływowego kształtu okrętu, zbudowany został z blach stalowych o grubości 4 do 8 milimetrów. Wały napędowe w części wystającej z kadłuba otrzymały wsparcie w postaci poziomych stabilizatorów. Niewielkie centrum bojowe okrętu umieszczono w podstawie kiosku – rozwiązanie z którego zrezygnowano w okrętach typu XXI – dzięki temu cały zestaw peryskopów i innych masztów (po złożeniu) mieścił się w całości w kiosku. Jego maksymalna głębokość zanurzenia określona została na 200 metrów, zaś głębokość testowa na 170 metrów. W czasie projektowania stanowiło to bardzo dobre osiągnięcie – jednostka mogła bowiem zanurzać się na znacząco większą głębokość niż jednostki typu XXI, niemal zaś tak głęboko jak amerykańskie okręty typu Tang. Możliwość osiągania dużych głębokości została jednak uzyskana kosztem warunków bytowych załogi. Dzięki dwukadłubowej konstrukcji, zapas pływalności tej jednostki wynosił 27,4%. Jakkolwiek były to jednostki średniej wielkości, znacznie większe od niemieckich podstawowych oceanicznych jednostek typu VIIC, były raczej uznawane za okręty przeznaczone na wody euro-azjatyckie, choć zdolne były do prowadzenia wojny przeciw żegludze na wschodnim obszarze Atlantyku.

Wizerunek jednostki typu Whiskey V, wersji projektu 613 której przedstawicielem był ORP „Kondor”. Widoczną na pierwszy rzut oka cechą charakterystyczną tej wersji projektu, był odmienny kształt kiosku i brak działa pokładowego, a także konsola sonaru pod kadłubem.

Wyporność nawodna okrętu wynosiła 1045 ton, w położeniu nawodnym zaś okręt wypierał 1333 tony wody. Długość całkowita okrętu wynosiła 76 metrów, szerokość 6,7 metra, zanurzenie zaś 4,9 metra. 

### Napęd
Napęd jednostki na powierzchni zapewniały dwa silniki Diesla typu 37D o łącznej mocy wyjściowej 4000 KM, w zanurzeniu natomiast dwa główne silniki elektryczne o łącznej mocy 2700 KM. Okręt wyposażony został także w dwa mniejsze silniki elektryczne służące do cichego pływania o łącznej mocy 100 KM. To ostatnie rozwiązanie zostało wprost przejęte z konstrukcji niemieckich. Na okręcie zainstalowano dwa duże akumulatory 46-SU po 112 ogniw każdy. W celu umożliwienia pływania podwodnego z użyciem silników spalinowych ORP „Kondor” otrzymał chrapy. Każdy silnik spalinowy połączony był za pomocą sprzęgła w linii wału z silnikiem elektrycznym, i pracując na powierzchni bądź w zanurzeniu przy użyciu chrap, napędzał silnik elektryczny, który pracował w tym wypadku jako ładująca akumulatory prądnica. Tak skonfigurowany układ napędowy, w połączeniu z opływowym kadłubem lekkim, pozwalał jednostce na rozwijanie prędkości 18,44 węzła na powierzchni oraz 13,6 węzła w zanurzeniu. Prędkość podwodna pod chrapami wynosiła 6 węzłów przy pracy dwóch silników spalinowych z prędkością obrotową 280 obrotów na minutę.

### Uzbrojenie
Podstawowe uzbrojenie jednostki stanowiło 12 torped wystrzeliwanych z sześciu wyrzutni kalibru 533 mm – czterech umieszczonych w dziobie okrętu oraz dwóch na rufie. Wyrzutnie były wyrzutniami impulsowymi, z systemem niwelowania śladu torowego, z których pocisk był wypychany na zewnątrz za pomocą impulsu sprężonego powietrza. W tym celu przy wyrzutniach umieszczone były zbiorniki torpedowe wypełnione sprężonym powietrzem o ciśnieniu 9,83 MPa, zaś ilość litrów zużytego do strzału powietrza uzależniona była od wzrastającego wraz z głębokością zanurzenia ciśnienia hydrostatycznego. Przy tym przestarzałym już w latach 50. systemie wyrzutni torpedowych, okręt mógł odpalać torpedy do głębokości nie większej niż 70 metrów. Wyrzutnie polskich jednostek projektu 613 przystosowane były do torped 53-38, 53-39, ET-80, SAET-50 oraz 53-56 Okręt miał też możliwość postawienia do 20 min dennych MDT i AMDT z wyrzutni torpedowych. 12 min mogło być umieszczonych w wyrzutniach torpedowych – po dwie w każdej – 8 zaś na stelażach. Wykonując zadania minowe, okręt mógł przenosić dwie torpedy służące do samoobrony. W odróżnieniu od wcześniejszych jednostek swojego typu „Kondor” pozbawiony był działa pokładowego.

## Służba
Akt przekazania okrętu marynarce Związku Radzieckiego podpisano 12 listopada 1955 roku, jednak radziecką banderę jednostka nosiła już od października tego roku. Od tego momentu do kwietnia 1965 roku w czasie 1105 godzin okręt przebył 10 037 mil morskich na powierzchni oraz 1273 Mm w zanurzeniu w czasie 319 godzin – wykonując 229 zanurzeń. Ostatni remont średni połączony m.in. z modernizacją systemu chrap i silników 37D okrętu, przeprowadzono od listopada 1964 do kwietnia 1965 roku. W 1965 roku okręt wydzierżawiono polskiej Marynarce wojennej, która jeszcze w tym samym roku wykupiła go za kwotę trzech milionów złotych.

### Marynarka Wojenna

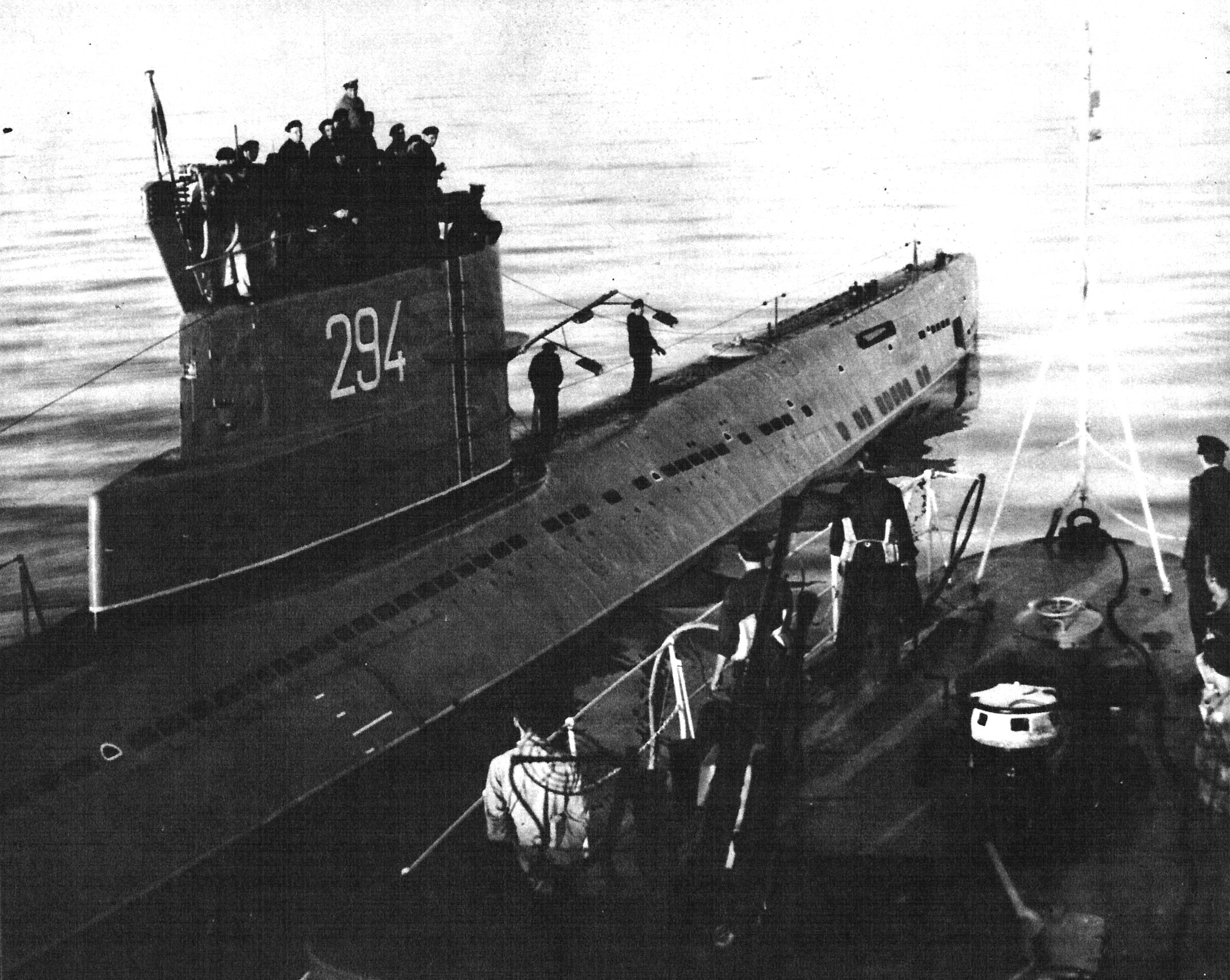
20 czerwca 1967 r.; spotkanie w morzu ORP „Kondor” i trałowca bazowego ORP „Pelikan” w celu przekazania na ten ostatni pławy – automatycznej stacji meteo.

10 czerwca 1965 roku na okręcie pod podniesiono polską banderę, zaś cztery dni później okręt pod nazwą ORP „Kondor” po raz pierwszy wyszedł w morze z polską załogą, której dowódcą został kpt. mar. Franciszek Wróbel, zaś jego zastępcą ds. politycznych kpt. mar. Aleksy Kazimierczak. Jako bosman okrętowy w dowództwie jednostki znalazł się także st. bosm. Włodzimierz Kuczer. Na pokładzie okrętu znalazł się w tym rejsie Dowódca Marynarki Wojennej wiceadmirał Zdzisław Studziński oraz dowódca 1. Brygady Okrętów Podwodnych kmdr Henryk Pietraszkiewicz. Od 26 do 28 czerwca tego roku ORP „Kondor” wziął udział w paradzie morskiej na redzie portu w Gdyni, wraz z jednostkami marynarek wojennych NRD i ZSRR, zorganizowanej z okazji XX-lecia marynarki wojennej PRL.
We wrześniu tego roku okręt przeprowadził udane ćwiczenia torpedowe z zakresu zwalczania okrętów podwodnych oraz ćwiczenia w pokonywaniu jego rubieży obronnej przeciw okrętom podwodnym. W tym samym miesiącu przeprowadził ćwiczenie ataku torpedowego na niszczyciel – z dwóch wystrzelonych torped jedna przeszła pod celem, druga zaś nie zdołała opuścić wyrzutni. Podobnie, 17 września, ORP „Kondor” przeprowadził ćwiczenie torpedowe w ataku na eskortowany transportowiec – z trzech wystrzelonych torped dwie prawidłowo przeszły pod celem, jedna zaś zatonęła z niewyjaśnionych przyczyn. Ćwiczenia te zapoczątkowały intensywny cykl szkoleń prowadzonych często w myśl zasad i taktyki działania radzieckiej Floty Bałtyckiej.

#### Współdziałanie i przełamywanie radzieckiej rubieży obrony
W czerwcu 1966 roku okręt odbył rejs szkoleniowy na Atlantyk, w towarzystwie ORP „Sokół” i ORP „Bielik”, prowadząc tam działania w ramach służby bojowej Floty Bałtyckiej i we współdziałaniu z jej okrętami podwodnymi. W czerwcu 1967 roku wraz z innymi jednostkami okręt miał wyjść na długotrwały rejs po Atlantyku, jednak wobec wybuchu arabsko-izraelskiej wojny sześciodniowej rejs został odwołany, zaś brygada okrętów podwodnych została postawiona w stan podwyższonej gotowości bojowej. Po wyjściu jednostek na Bałtyk, z pokładu ORP „Kondor” obserwowano wzmożony ruch okrętów Bundesmarine. Okręt wykrył niemieckie okręty rozpoznawcze „Trave”, „Atlantis II” i „Sawerland” i na rozkaz dyżurnego oficera operacyjnego 1. BOP podjął śledzenie ostatniej z nich, po czym 20 czerwca w rejonie śledzenia zauważono pławę – automatyczną stację meteorologiczną, która została podjęta z wody przez marynarzy polskiej jednostki, a następnie przekazano na trałowiec bazowy Marynarki Wojennej ORP „Pelikan”.
20 lipca zespół okrętów podwodnych 1. Brygady rozpoczął planowany wcześniej rejs na Atlantyk, którego celem było przebazowanie okrętów do Murmańska, z przeprowadzeniem w jego trakcie ćwiczeń pod nazwami „Działania OP na liniach komunikacyjnych przeciwnika” oraz „Prowadzenie rozpoznania baz morskich przeciwnika”. Po przejściu przez Cieśniny Duńskie, 30 lipca „Kondor” wykrył okręt podwodny jednego z państw NATO i przez pewien czas śledził go. 1 sierpnia o 13:50 okręt przeszedł północne koło podbiegunowe, zaś dzień później „Kondor” wynurzył się po 170,5 godziny rejsu podwodnego, aby po kolejnych pięciu godzinach rejsu na powierzchni, spotkać się na Morzu Norweskim z pozostałymi polskimi jednostkami. 5 sierpnia okręt otrzymał rozkaz pokonania strzeżonej przez okręty radzieckiej Floty Północnej rubieży obronnej przeciw okrętom podwodnym, którą pokonał w zanurzeniu niewykryty przez radzieckie jednostki zwalczania okrętów podwodnych. 8 sierpnia 1967 roku okręt zakotwiczył na redzie Murmańska. Polski okręt nie został wykryty przez radzieckie jednostki ZOP także podczas ponownego rejsu do Murmańska w maju następnego roku, mimo zaangażowania w poszukiwania polskiego okrętu podwodnego znacznych sił i środków przez radziecką Flotę Północną, zanim wynurzył się w pobliżu głównej bazy radzieckiej Floty Północnej.

#### Dalsza służba
W lutym 1968 roku okręt wziął udział w realizacji filmu fabularnego „Ostatni po Bogu” w reżyserii Pawła Komorowskiego. W kwietniu 1969 roku jednostka została poddana remontowi w Stoczni Marynarki Wojennej w Gdyni, w trakcie którego wymieniono m.in. 20 m² skorodowanego poszycia kadłuba lekkiego. Wymieniono też wówczas baterie akumulatorów, a okręt powrócił ostatecznie do I linii 12 października. Od 9 do 18 października „Kondor” wziął udział w manewrach „Braterstwo Broni”, po zakończeniu których zawinął do Rostocku. 26 października zaś nastąpiła zmiana dowództwa okrętu, które objął kpt. mar. Jerzy Gucki. Między 8 a 12 sierpnia 1972 roku okręt wykrył, a następowanie przeprowadził udane ćwiczebne ataki torpedowe na dwa zespoły desantowe, podczas ćwiczeń trzech flot „Kaszalot-72”. W czerwcu 1975 roku jednostka wzięła udział w ćwiczeniach „Posejdon-75”. 7 sierpnia 1981 roku dowództwo okrętu objął kpt. mar. Marek Ćwiklak. Od 14 do 23 kwietnia 1983 roku okręt wziął udział w międzynarodowych ćwiczeniach ZOP flot Układu Warszawskiego na zachodnim Bałtyku. W dniach 4–26 maja 1983 roku „Kondor” wziął udział w wielkich ćwiczeniach sił Marynarki Wojennej o kryptonimie Reda-83. 30 stycznia 1985 roku dowództwo nad okrętem objął kpt. mar. Ryszard Latos. 10 czerwca 1985 roku, w 20. rocznicę podniesienia polskiej bandery, podjęto decyzję o skreśleniu jednostki z listy okrętów floty i od tej chwili ORP „Kondor” nie wychodził już w morze. 30 października tego samego roku, na okręcie pod dowództwem por. mar. Zdzisława Kasprzaka po raz ostatni opuszczono polską banderę, a okręt przeszedł do stanu II rezerwy.

## Po opuszczeniu bandery
W trakcie 20 lat służby w polskiej Marynarce Wojennej okręt przebył 89 395 mil morskich – około 8 razy więcej niż podczas 10 lat wcześniejszej służby w marynarce radzieckiej – w tym 19 277 mil w położeniu podwodnym. Zanurzał się 1663 razy, niemal co roku uczestniczył w międzynarodowych ćwiczeniach trzech państw bałtyckich Układu Warszawskiego, odbył wiele rejsów po Bałtyku, Morzu Północnym, Morzu Norweskim i Morzu Barentsa. Kilkakrotnie też zajmował pierwszą lub jedną z trzech pierwszych lokat w wewnętrznej rywalizacji okrętów bojowych polskiej floty. ORP „Kondor” dwukrotnie podczas dwóch prób przeniknął przez przygotowaną przez marynarkę radziecką lotniczo-morską linię obrony ZOP głównej bazy najsilniejszej floty Związku Radzieckiego. Po opuszczeniu bandery, z okrętu wymontowano wiele elementów z przeznaczeniem na części zapasowe dla wciąż pozostających w służbie w Marynarce Wojennej dwóch ostatnich okrętów tego typu – ORP „Sokół” i „Bielik”, pozostałość zaś złomowano.